# Jack Rozparovač
Jack Rozparovač (anglicky Jack the Ripper) je přezdívka, kterou získal sériový vrah působící v převážně chudé čtvrti Whitechapel a v přilehlých částech Londýna v druhé polovině roku 1888. Jack byl takto pojmenován na základě dopisu pro Central News Agency, jenž údajně pocházel od osoby, která se k vraždám přihlásila.
Legendy obklopující řádění Jacka Rozparovače se staly kombinací právoplatných historických výzkumů, konspiračních teorií i folklóru. Nedostatek důkazů k získání identity pravého vraha dovolil Ripperologům (termín používaný k označení autorů, historiků a amatérských detektivů, kteří se zabývají tímto případem) obvinit velkou škálu jedinců z vražd spáchaných Jackem Rozparovačem. Noviny (v této době stále více populární) přispěly k dalekosáhlé a věčné slávě vraha díky autentickým reportážím, které bez skrupulí vyjevovaly hrůzu jeho činů a selhání policejních složek, kterým se nepodařilo vraha dopadnout. Není bez zajímavosti, že vrah policistům často utekl pouze „o fous“.
Jeho oběťmi byly ženy, které si vydělávaly na živobytí prostitucí. Typické Rozparovačovy vraždy byly spáchány na veřejných, nebo alespoň částečně veřejných místech. Vrah nejprve oběti prořízl hrdlo a poté zohavil její mrtvolu. Někteří lidé věří, že vrah nejprve svoji oběť zaškrtil, aby ji utišil. Fakt, že některé oběti měly vyříznuté vnitřnosti, vedl k poznatku, že vrah měl nejspíše nějaké znalosti z anatomie a vyznal se v chirurgii (moderní výzkumy uvádějí, že Jack Rozparovač byl pravděpodobně řezník; jeho zaměření na prostitutky má také svůj důvod – Jack byl údajně nakažen některou z pohlavně přenosných nemocí, nejspíše syfilidou, jíž se nakazil od prostitutky; proto choval ke kněžkám lásky takovou nenávist; některé z jeho obětí měly vyřezány právě pohlavní orgány).[zdroj?]
Příběh tohoto sériového vraha zaujal mnoho spisovatelů (např. Arthura Conana Doylea), později se dočkal i mnoha filmových, televizních či dokonce muzikálových zpracování.

## Oběti
Počty a jména Rozparovačových obětí jsou předmětem mnoha diskusí. Kanonická pětice obětí je podskupinou jedenácti skutků zaznamenaných v policejní dokumentaci jako „Vraždy ve Whitechapelu“.

### Kanonická pětice obětí

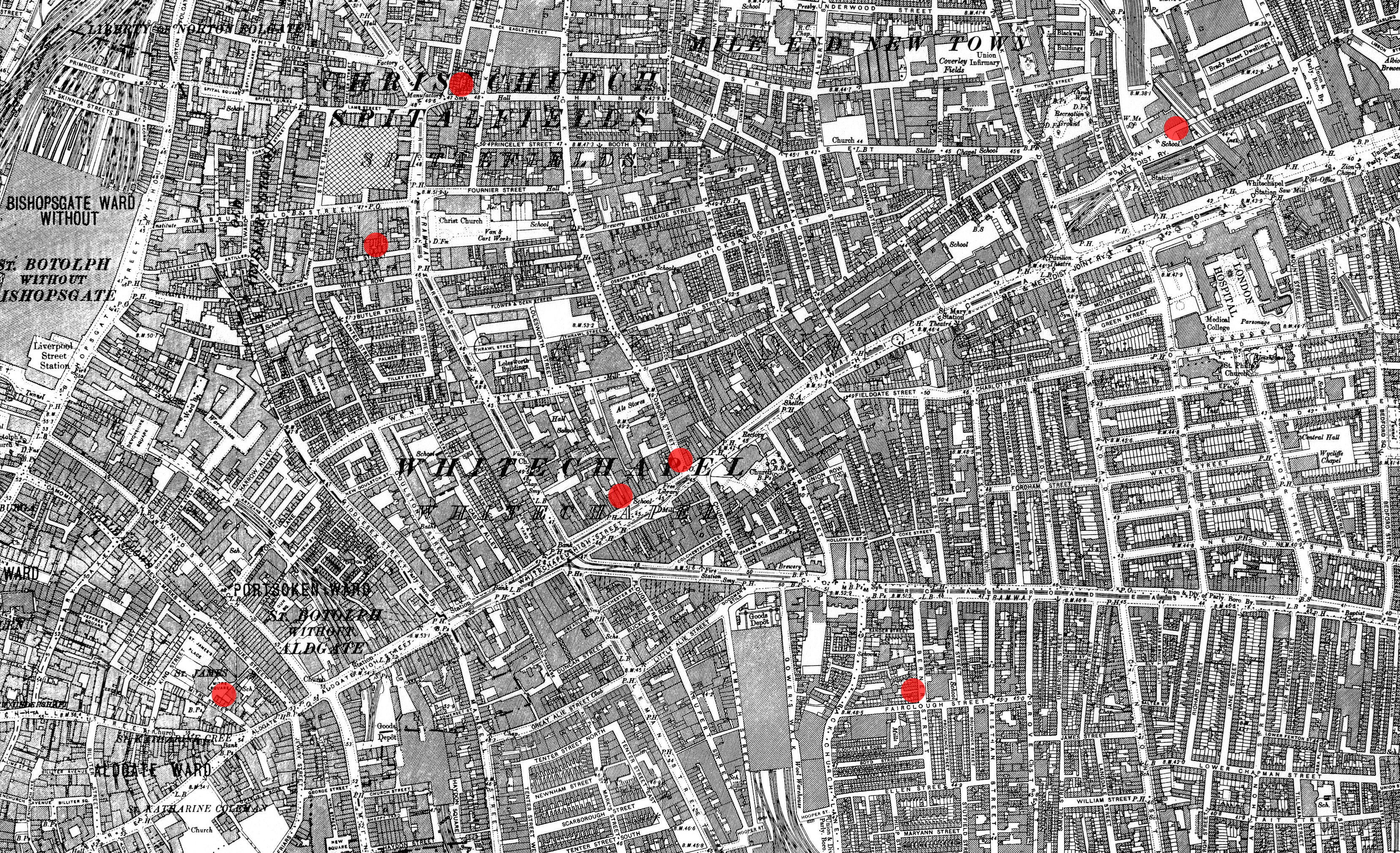
Mapka tehdejšího Londýna s červeně vyznačenými místy, kde Jack Rozparovač vraždil

Nejrozšířenější seznam známý jako Kanonická pětice obsahuje jména následujících pěti prostitutek (nebo předpokládaných prostitutek, jako v případu Cathrine Eddowesové) z východní části Londýna zvané East End:
- Mary Ann Nicholsová (za svobodna Marry Ann Wolkerová, přezdívkou „Polly“) byla narozená 26. srpna 1845 a zavražděna v pátek 31. srpna 1888. Tělo Nicholsové bylo nalezeno brzy ráno kolem 3.40 na zemi před vchodem do stájí na Buck’s Row (dnes známé jako Durward Street), což je zapadlá ulička ve Whitechapelu asi 200 metrů od Londýnské Nemocnice.
- Annie Chapman (za svobodna Eliza Ann Smith, přezdívkou „Dark Annie“) se narodila v září roku 1841 a byla zabita v sobotu 8. září roku 1888. Tělo Chapmanové bylo nalezeno kolem 6.00 ráno a leželo u dveří na dvůr domu č. 29 v Hanbury Street ve čtvrti Spitalfields.
- Elizabeth Stride (za svobodna Elizabeth Gustafsdotter, přezdívkou „Long Liz“) byla narozena ve Švédsku 27. listopadu roku 1843 a zabita v neděli 30. září roku 1888. Její tělo bylo objeveno kolem jedné hodiny ráno. Leželo na zemi v Dutfield’s Yard na ulici Berner Street (dnes Henriques Street) ve čtvrti Whitechapel.
- Catherine Eddowes (používala přezdívky „Kate Conway“ a „Mary Ann Kelly“ odvozených ze jmen svých dvou druhů Thomase Conwaye a Johna Kellyho) se narodila 14. dubna 1842 a byla zavražděna v neděli 30. září 1888, ve stejný den jako předešlá oběť Elizabeth Stride. Ripperologisté pojmenovávají tuto situaci jako „dvojitá událost“ (v anglicky „double event“). Její tělo bylo nalezeno na Mitre Square v centru Londýna.
- Mary Jane Kelly (po výletu do Paříže si začala říkat „Marie Jeanette Kelly“, přezdívaná „Ginger“) se podle všeho narodila buď v Limericku v hrabství Limerick, nebo v Munsteru v Irsku pravděpodobně v roce 1863. Zavražděna byla v pátek 9. listopadu roku 1888. Její příšerně zohavená mrtvola byla objevena krátce po 10:40 ležící v posteli ve svém pokoji na Miller’s Court č. 13 nedaleko Dorset Street ve čtvrti Spitalfields. Na místě někdejší Dorset Street dnes stojí multifunkční komerční objekt.

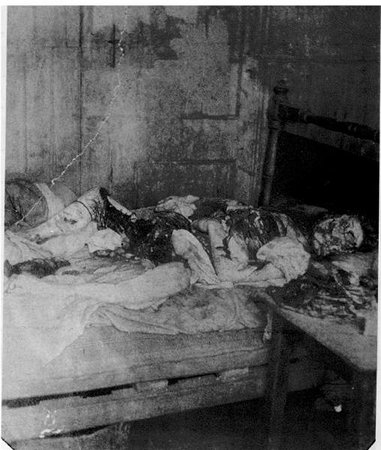
Oficiální policejní fotografie těla Mary Jane Kellyové, jak bylo nalezeno v 13 Miller's Court, Spitalfields, 9. listopadu 1888

Tento seznam zahrnuje názory různých autorů inspirovaných soukromými poznámkami Sira Melvilla Macnaghtena, hlavního konstábla Metropolitní policie a Service Criminal Investigation Department (oddělení kriminální vyšetřovací služby) z roku 1894. Macnaghtenovy poznámky byly zveřejněny až v roce 1959 a vyjadřují především jeho vlastní názor, který nutně nemuseli sdílet i ostatní vyšetřující komisaři (například inspektor Frederick Abberline). Macnaghten začal u policie působit až rok poté, kdy došlo k vraždám, a jeho poznámky obsahovaly vážné faktické chyby o možných podezřelých.
Z tohoto důvodu někteří Ripperologové upřednostňují vynechat jedno nebo více jmen z kanonické pětice obětí. Obvykle to bývá Strideová (nebyla zohavena natolik jako ostatní oběti kromě podříznutého hrdla) a pravděpodobně byla napadena na veřejnosti a také Kelly (mladší než ostatní oběti, zavražděna ve vnitřních prostorách, k tomu všemu děsivě znetvořena). Někteří zase seznam rozšiřují o jména jako Martha Tabramová a jiné, jež byly pravděpodobně dalšími oběťmi Jacka Rozparovače. Někteří badatelé tvrdí, že série vražd nebyla dílem jednoho vraha, ale neznámého počtu vrahů, kteří takto jednali nezávisle na sobě.
Míra zohavení obětí se postupně zvyšovala, pouze s výjimkou Strideové (při útoku byl vrah zřejmě vyrušen). Nicholsové a Strideové nechyběly žádné orgány, Chapmanové vyjmul vrah dělohu, Eddowesové dělohu a ledvinu a navíc ji znetvořil obličej. Srdce Kellyové se nenašlo na místě činu, ale mnoho dalších vnitřních orgánů bylo vyjmuto a ponecháno v jejím pokoji.
Pět kanonických vražd bylo obvykle spácháno v noci spolu s přicházejícím víkendem, většinou ke konci měsíce nebo týden poté. Typicky v ústraní, nicméně s přístupem veřejnosti. Případ od případu nacházíme drobné nuance: Eddowesová byla jedinou zavražděnou obětí v centru Londýna, i když to bylo na hranici centra a okrajové čtvrti. Nicholsová zase jedinou obětí zavražděnou volně na ulici, ačkoli tato ulice byla tmavá a opuštěná. Hodně zdrojů tvrdí, že Chapmanová byla zavražděná krátce po východu slunce, avšak policie ani lékaři, kteří ohledávali tělo, tuto teorii nepotvrdili. Vrah Kellyové ukončil šestitýdenní pauzu mezi vraždami (mezi vraždou Nicholsové a Chapmanové uplynul pouze jeden týden, zatímco mezi vraždou Chapmanové a tzv. „dvojitou vraždou“ tři).
Hlavním problémem při identifikaci vražd uskutečněných Jackem Rozparovačem je velký výskyt podobně morbidních útoků na ženy během této éry. I přesto velká část expertů tvrdí, že typickými rysy práce Jacka Rozparovače jsou podřezání krku, zohavení těla v oblasti břicha, genitálií a obličeje a vyjmutí vnitřních orgánů.

### Další možné oběti
Oběti jiných vražd a útoků (ve stejném období a podobným způsobem) byly horkými kandidáty na seznam trestných činů Jacka Rozparovače. Tyto útoky ale nebyly dostatečně zdokumentovány:
- „Fairy Fay“, přezdívka, jež byla přidělena neznámé oběti vraždy nalezené v 26. prosince roku 1887 s kůlem zabodnutým v břiše. Je možné, že „Fairy Fay“ byla pouze výmyslem tisku, který ji zaměnil s vraždou Emmy Elizabeth Smithové o předchozích Vánocích. Jméno této údajné oběti se objevilo až několik let po Kanonické pětici a je pravděpodobné, že bylo převzato z textu populární písně „Polly Wolly Doodle“, která začíná slovy „Fare thee well my fairy fay“. Většina autorů se ovšem shodla na tom, že „Fairy Fay“ nikdy neexistovala.

- Annie Millwoodová (narozena kolem roku 1850) byla přijata do nemocnice 25. února 1888 s četnými bodnými ranami na nohou a spodní části těla. Poté byla z nemocnice propuštěna. 31. března 1888 pravděpodobně zemřela přirozenou smrtí.

- Ada Wilsonová se stala obětí útoku 28. března roku 1888. S dvěma bodnými ránami na krku vyvázla živá.

- Emma Elizabeth Smithová se narodila roku 1843. Byla přepadena na Osborn Street ve Whitechapelu 3. dubna 1888, kde jí dva nebo tři muži (jeden z nich nezletilý) vsunuli tupý objekt do vaginy, kterým jí roztrhli hráz. Útok přežila a zvládla dojít zpět domů i přes vážné zranění. Přátelé ji poté odvezli do nemocnice, kde upadla do kómatu a zemřela 5. dubna 1888. To byla první „vražda ve Whitechapelu“ takto zaznamenaná v policejních spisech.

## Vyšetřování
Drtivá většina spisů londýnské policie, které se týkaly vyšetřování vražd ve Whitechapelu, byla zničena během bleskové války. Dochované spisy Metropolitní policie umožňují detailní pohled na vyšetřovací postupy ve viktoriánské éře. Velký tým policistů prováděl domovní prohlídky po celém Whitechapelu. Byl shromažďován a zkoumán forenzní materiál. Podezřelí byli identifikováni, vystopováni a buď blíže prozkoumáni, nebo z vyšetřování vyloučeni. Moderní policejní práce probíhá podle stejného schématu. Bylo vyslechnuto více než 2 000 osob, vyšetřováno až 300 osob a 80 osob bylo zadrženo. Po vraždách Elizabeth Stride a Catherine Eddowesové nabídl komisař městské policie pan James Fraser odměnu 500 liber za dopadení Jacka Rozparovače.

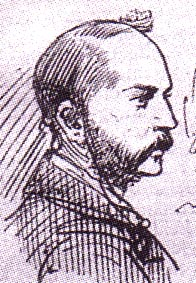
Inspektor Frederick Abberline

Vyšetřování původně vedlo oddělení kriminálního vyšetřování (CID) Metropolitní policie Whitechapel, které vedl detektiv inspektor Edmund Reid. Po vraždě Nicholsové byli z ústřední kanceláře Scotland Yardu vysláni na pomoc inspektoři Frederick Abberline, Henry Moore a Walter Andrews. Po vraždě Eddowesové, k níž došlo na území Londýnské City, se do případu zapojila i londýnská policie pod vedením detektiva Jamese McWilliama. Celkové vedení vyšetřování vraždy bylo ztíženo tím, že nově jmenovaný šéf CID, Robert Anderson, byl v době od 7. září do 6. října, tedy v době, kdy byli Chapmanová, Strideová a Eddowesová zavražděni, na dovolené ve Švýcarsku. To přimělo komisaře metropolitní policie pana Charlese Warrena, aby pověřil vrchního inspektora Donalda Swansona koordinací vyšetřování. Ten to poté ale řídil až ze Scotland Yardu.
Vzhledem ke způsobu mrzačení byli podezřelí řezníci, chirurgové a lékaři. Z dochované poznámky Henryho Smithe, zastupujícího komisaře městské policie, vyplývá, že alibi místních řezníků bylo prošetřeno, což vedlo k jejich vyloučení z vyšetřování. Zpráva inspektora Swansona pro ministerstvo vnitra potvrzuje, že bylo navštíveno 76 řezníků a že vyšetřování zahrnovalo všechny jejich zaměstnance za předchozích 6 měsíců. Některé tamější osobnosti, včetně královny Viktorie, se domnívaly, že vzorec vražd naznačuje, že pachatelem je řezník nebo farmář na jedné z dobytčích lodí, které pluly mezi Londýnem a kontinentální Evropou. Whitechapel se nacházel v blízkosti londýnských doků a takové lodě obvykle kotvily ve čtvrtek nebo v pátek a vyplouvaly v sobotu nebo v neděli. Dobytčí lodě byly prozkoumány, ale data vražd se neshodovala s pohybem jedné lodi a byl vyloučen i přesun člena posádky mezi loděmi.

### Výbor pro ostrahu Whitechapelu
V září 1888 založila skupina dobrovolníků z londýnského East Endu Výbor pro ostrahu Whitechapelu. Hlídkovali v ulicích a pátrali po podezřelých postavách, částečně kvůli nespokojenosti s tím, že policie nedokázala dopadnout pachatele, a také proto, že někteří členové se obávali, že vraždy ovlivňují podnikání v oblasti. Výbor požádal vládu o vypsání odměny za informace vedoucí k dopadení vraha, sám nabídl vlastní odměnu 50 liber (v roce 2021 ekvivalent 5 900 až 86 000 liber) za informace vedoucí k jeho dopadení a najal soukromé detektivy, aby nezávisle vyslýchali svědky.

### Profilování pachatelů trestných činů
Koncem října požádal Robert Anderson policejního chirurga Thomase Bonda, aby se vyjádřil k rozsahu vrahovy chirurgické zručnosti a znalostí. Bondův posudek na osobu „whitechapelského vraha" je nejstarším dochovaným profilem pachatele. Bondův posudek vycházel z vlastního ohledání nejrozsáhleji zohavené oběti a z pitevních záznamů čtyř předchozích kanonických vražd. Napsal:
1. „Všech pět vražd bylo bezpochyby spácháno stejnou rukou. V prvních čtyřech případech se zdá, že hrdla byla podříznuta zleva doprava, v posledním případě nelze vzhledem k rozsáhlému zohavení říci, kterým směrem byl smrtelný řez veden, ale na stěně byla nalezena tepenná krev v cákancích poblíž místa, kde musela ležet hlava zavražděné ženy."
2. „Všechny okolnosti vražd mě vedou k názoru, že ženy musely při vraždě ležet a ve všech případech bylo nejprve podříznuto hrdlo."

Thomas Bond se důrazně ohrazoval proti tomu, že by vrah měl nějaké vědecké či anatomické znalosti, nebo dokonce „technické znalosti řezníka či porážce koní". Podle jeho názoru musel být vrah mužem samotářských návyků, který podléhal „periodickým záchvatům vražedné a erotické mánie", přičemž charakter zohavení mohl ukazovat na „satyriázu". Bond také uvedl, že „vražedný impuls se mohl vyvinout z pomstychtivého nebo zádumčivého stavu mysli, nebo že původní nemocí mohla být náboženská mánie, ale ani jednu z těchto hypotéz nepovažuji za pravděpodobnou".
Neexistují žádné důkazy o tom, že by pachatel s některou z obětí provozoval sexuální aktivity, psychologové se však domnívají, že proniknutí nožem do obětí a jejich „vystavení v sexuálně ponižujících polohách s odhalenými ranami" naznačuje, že pachatel měl z útoků sexuální potěšení. Tento názor zpochybňují jiní, kteří takové hypotézy odmítají jako neudržitelné domněnky.
Kromě rozporů a nespolehlivosti dobových svědectví brání pokusům o identifikaci vraha také nedostatek dochovaných forenzních důkazů. Analýza DNA na dochovaných dopisech je neprůkazná; s dostupným materiálem bylo mnohokrát manipulováno a je příliš znečištěný na to, aby poskytl smysluplné výsledky. Objevují se vzájemně neslučitelná tvrzení, že důkazy DNA jednoznačně ukazují na dva různé podezřelé: Aaron Kosminski (holič z Whitechapelu) a umělec Walter Sickert. Kritizována byla i vědecká metodologie, kterou zastánci obou těchto tvrzení použili.

## Podezřelí
Načasování vražd v době víkendů a svátků i jejich malý územní rozsah dle mnohých znamenalo, že vrah byl zaměstnán a bydlel v místě vražd. Soudobé vyšetřování zahrnovalo asi 7 hlavních podezřelých (převážně z nižších tříd společnosti), soudobé noviny a veřejnost pak asi dalších 6 podezřelých (převážně z vyšších tříd společnosti). Podle pozdějších teorií bylo obviňováno mnoho osob, celkový počet podezřelých přesáhl jedno sto.
Mezi nejpravděpodobnější podezřelé patřili: 
- Thomas Hayne Cutbush – psychopatický medik trpící syfilidou
- Charles Allen Lechmere – řezník, který objevil tělo Mary Ann Nicholsové
- William Clarkson – parukář ve službách královské rodiny
- James Kelly – psychopatický násilník, který na počátku roku 1888 uprchl z Boroadmoorské psychiatrické nemocnice
- Aaron Kosminski – psychicky nemocný polský Žid
- Montague Druitt – právník, který spáchal sebevraždu krátce po smrti Mary Kellyové
- John Pizer – židovský švec, podezřelý z pobodání ženy
- Seweryn Kłosowski – kadeřník polského původu, který v letech 1897-1902 otrávil tři ženy
- Francis Tumblety – Američan, který roku 1889 v Londýně předváděl svou sbírku vypreparovaných ženských děloh

Existuje dokonce teorie, jež s těmito vraždami spojovala osobu prince Alberta Viktora, syna tehdejšího následníka trůnu, pozdějšího krále Eduarda VII., která přetrvala v několika filmových adaptacích, třebaže historikové prokázali, že v době londýnských vražd princ pobýval ve Skotsku.
V září 2014 amatérský detektiv Edward Russel ve své knize uvedl, že vrahem byl Aaron Kosminski, jeden z původních podezřelých vyšetřovaných policií. Má to dokazovat provedená analýza mitochondriální DNA biologických vzorků na šátku, který údajně patřil Catherine Eddowes, jedné z pěti kanonických obětí. DNA z ejakulátu na šátku, který měl patřit vrahovi, a krve na šátku, která měla patřit Catherin Eddowes, pak byla porovnána s DNA současných žijících příbuzných Aarona a Catherine. Kritici této teorie poukazují na možnou kontaminaci vzorků i to, že zjištění neprošla procesem peer review. Roku 2019 byla však v recenzovaném časopise zveřejněna nová DNA studie, která Kosminského údajně usvědčuje.

## Dopisy
V průběhu vražd ve Whitechapelu dostala policie, noviny a další osoby stovky dopisů týkajících se tohoto případu. Některé z nich byly dobře míněné a nabízely rady, jak dopadnout vraha, ale naprostá většina byla buď falešná, nebo zbytečná.
Stovky dopisů tvrdily, že je napsal sám vrah, a tři z nich jsou obzvláště významné, a to: „Vážený šéfe" (Dear Boss), „Pohlednice drzého Jackyho" (Saucy Jacky) a „Z pekla" (From Hell).
Dopis "Vážený šéfe", datovaný 25. září a orazítkovaný 27. září 1888, obdržela toho dne Ústřední tisková agentura a 29. září jej předala Scotland Yardu. Zpočátku byl považován za podvrh, ale když byla Eddowesová tři dny po odeslání dopisu nalezena s částí jednoho ucha šikmo odříznutou od těla, získal si pozornost slib autora dopisu, že "uši té slečně ustřihne." Eddowesové ucho podle všeho uřízl vrah náhodou při svém útoku a hrozba autora dopisu, že uši pošle policii, nebyla nikdy uskutečněna. Jméno „Jack Rozparovač" poprvé použil autor tohoto dopisu a po jeho zveřejnění získalo celosvětovou proslulost. Většina následujících dopisů poté tento dopis kopírovala, přičemž někteří autoři přijali pseudonymy jako „George z gangu High Rip" a „Jack Sheridan, Rozparovač". Některé zdroje tvrdí, že zcela jiný dopis ze 17. září 1888 byl prvním, v němž bylo použito jméno "Jack Rozparovač", ale většina odborníků se domnívá, že šlo o podvrh vložený do policejních záznamů ve 20. století.

„Pohlednice drzého Jackyho" byla orazítkována 1. října 1888 a ještě téhož dne ji obdržela Ústřední tisková agentura. Rukopis byl podobný jako u dopisu „Vážený šéfe" a zmiňoval se o kanonických vraždách spáchaných 30. září, na které autor na pohlednici upozorňuje zmínkou „tentokrát dvojí událost". Tvrdilo se, že pohlednice byla odeslána před zveřejněním vražd, takže je nepravděpodobné, že by někdo jiný měl o zločinu tolik informací. Poštovní razítko na ní však bylo více než 24 hodin poté, co k vraždám došlo, tedy dlouho poté, co byly podrobnosti o vraždách známy a zveřejněny novináři a staly se všeobecným komunitním drbem obyvatel Whitechapelu.

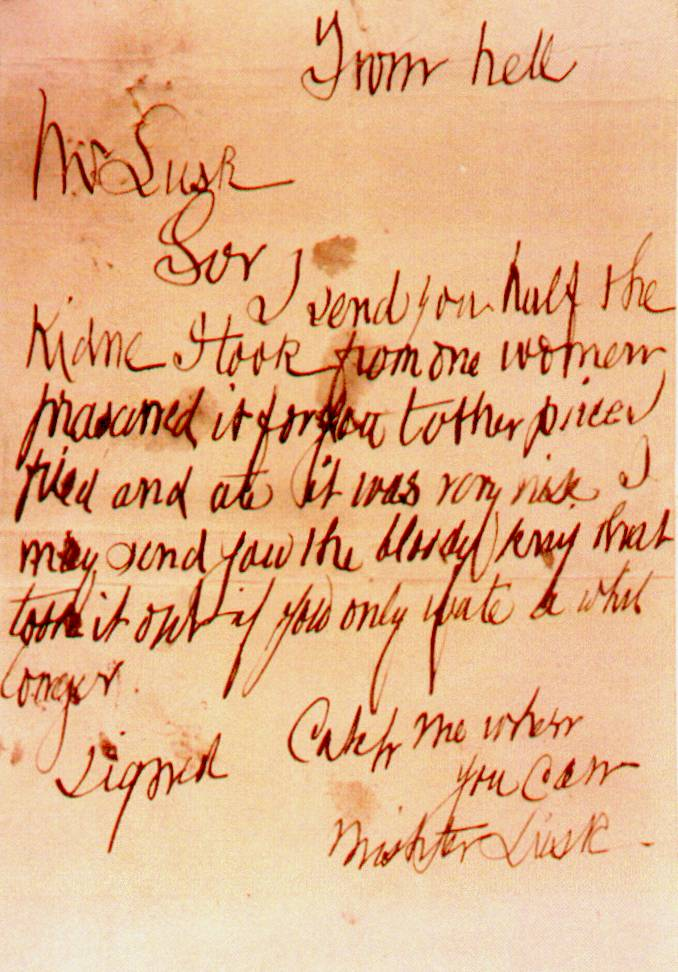
Dopis „Z pekla"

Dopis „Z pekla" obdržel 16. října 1888 George Lusk, vedoucí Whitechapelského výboru pro ostrahu. Rukopis a styl se lišil od dopisu „Vážený šéfe" a „Pohlednice drzého Jackyho". K dopisu byla přiložena malá krabička, v níž Lusk objevil polovinu lidské ledviny, konzervovanou ve „vinném destilátu" (etanolu), a skutečně, Eddowesinu levou ledvinu vrah odstranil. Pisatel tvrdil, že chybějící polovinu ledviny „usmažil a snědl". Ohledně ledviny panují neshody; někteří tvrdí, že patřila Eddowesové, zatímco jiní tvrdí, že šlo o krutý žert. Ledvinu prozkoumal doktor Thomas Openshaw z londýnské nemocnice, který určil, že je opravdu lidská, ale (na rozdíl od nepravdivých novinových článků) nedokázal určit žádné další biologické vlastnosti. Openshaw následně také obdržel dopis podepsaný jako "Jack Rozparovač".
Scotland Yard 3. října zveřejnil faksimile dopisu „Vážený šéfe" a pohlednice v marné naději, že někdo z veřejnosti pozná rukopis. Charles Warren to vysvětlil v dopise Godfreymu Lushingtonovi, stálému státnímu podtajemníkovi pro ministerstvo vnitra: „Myslím, že celá tato věc je podvod, ale samozřejmě jsme povinni pokusit se zjistit autora v každém případě." Dne 7. října 1888 George R. Sims v nedělníku Referee jízlivě naznačil, že dopis napsal novinář, aby „proslavil své noviny i v nebesích". Policejní úředníci později tvrdili, že jako autora dopisu „Vážený šéfe" i pohlednice identifikovali konkrétního novináře. V dopise vrchního inspektora Johna Littlechilda Georgi R. Simsovi z 23. září 1913 byl novinář identifikován jako Tom Bullen. Novinář jménem Fred Best údajně v roce 1931 přiznal, že on a jeho kolega z listu The Star napsali dopisy podepsané „Jack Rozparovač", aby zvýšili zájem o vraždy a „udrželi obchod při životě".

## Média
Vraždy Jacka Rozparovače představují významný zlom v novinářském zpracování zločinu. Jack Rozparovač nebyl prvním sériovým vrahem, ale jeho případ byl prvním, který vyvolal celosvětové mediální šílenství. 
Daňové reformy v 50. letech 19. století umožnily vydávání levných novin s větším nákladem. Ty se v pozdější viktoriánské éře rozrostly o masově distribuované noviny, které stály pouhého půl penny, a o populární časopisy, jako byly The Illustrated Police News, díky nimž se Rozparovač stal obětí dosud nevídané publicity. V době vrcholícího vyšetřování se proto denně prodalo přes milion výtisků novin s rozsáhlým zpravodajstvím věnovaným vraždám ve Whitechapelu. Mnoho článků však bylo senzacechtivých a spekulativních a nepravdivé informace byly pravidelně otiskovány jako fakta. Několik článků spekulujících o totožnosti Jacka Rozparovače navíc odkazovalo na místní xenofobní fámy, že pachatel byl buď Žid, nebo cizinec.
Začátkem září, šest dní po vraždě Mary Ann Nicholsové, přinesl deník The Manchester Guardian zprávu: „Jakékoli informace, které má policie k dispozici, považuje za nutné utajit..." „Předpokládá se, že jejich pozornost je zaměřena zejména na nechvalně známou postavu známou jako 'Kožená zástěra'." Novináři byli frustrováni neochotou kriminálky sdělovat veřejnosti podrobnosti o svém vyšetřování, a tak se uchylovali k psaní zpráv s pochybnou pravdivostí. V tisku se objevily nápadité popisy „Kožené zástěry", ale konkurenční novináři je odmítli jako „mytický výplod reportérovy fantazie." John Pizer, místní Žid, který vyráběl obuv z kůže, byl známý pod jménem „Kožená zástěra" a byl zatčen, i když vyšetřující inspektor oznámil, že „v současné době proti němu neexistují vůbec žádné důkazy." Po potvrzení alibi byl brzy propuštěn.
Po zveřejnění dopisu „Vážený šéfe"" nahradil „Jack Rozparovač" jméno „Kožená zástěra", které tisk a veřejnost přijaly jako označení pro vraha. Jméno „Jack" se již dříve používalo k popisu jiného legendárního londýnského útočníka: „Spring-wheeled Jack", který údajně přeskakoval zdi, aby udeřil na své oběti a utekl stejně rychle, jako přišel. Vymýšlení a přejímání přezdívky pro konkrétního vraha se stalo běžnou mediální praxí s příklady jako „Sekerník z New Orleans", „Bostonský škrtič" a „Odstřelovač z Beltway". Mezi příklady odvozené od Jacka Rozparovače patří Francouzský rozparovač, Düsseldorfský rozparovač, Camdenský rozparovač, Rozparovač z Blackoutu, Jack Stripper, Yorkshirský rozparovač a Rostovský rozparovač. Senzační zprávy v tisku spolu se skutečností, že za tyto vraždy nebyl nikdy nikdo odsouzen, zmátly odborné analýzy a vytvořily legendu, která vrhá stín na pozdější sériové vrahy.

## Odkaz
Povaha vražd Jacka Rozparovače a chudý životní styl obětí upozornily na špatné životní podmínky v East Endu a podnítily veřejné mínění proti přelidněným a nehygienickým chudinským čtvrtím. Během dvaceti let po vraždách byly nejhorší chudinské čtvrti vyklizeny a zbourány, ovšem ulice a některé budovy přežily. Legenda o Rozparovači je stále propagována různými prohlídkami míst vražd a dalších míst, která se k případu vztahují. Dlouhá léta byl středem těchto prohlídek veřejný dům Ten Bells na Commercial Street (který navštěvovala přinejmenším jedna z možných obětí Jacka Rozparovače).
Bezprostředně po vraždách i později se Jack Rozparovač stal „strašákem dětí". Zobrazení byla často fantaskní nebo monstrózní. Ve dvacátých a třicátých letech 20. století byl ve filmech zobrazován v běžném oblečení jako muž se skrytým tajemstvím, který loví své nic netušící oběti. Atmosféru a zlo zde naznačovaly světelné efekty a stínohra. V 60. letech se Rozparovač stal „symbolem dravé aristokracie" a byl častěji zobrazován v cylindru a oblečený jako gentleman. Zločincem se stal establishment jako celek, přičemž Rozparovač působil jako projev vyšší třídy. Obraz Rozparovače splýval s hororovými příběhy nebo si vypůjčoval symboly z nich, například Drákulův plášť nebo odběr orgánů Viktora Frankensteina. Fiktivní svět Rozparovače může splývat s mnoha žánry, od Sherlocka Holmese až po japonský erotický horor.
Jack Rozparovač se objevuje ve stovkách beletristických děl, která se pohybují na hranici skutečnosti a fikce, včetně Rozparovačových dopisů a falešného deníku: Deník Jacka Rozparovače. Rozparovač se objevuje v románech, povídkách, básních, komiksech, hrách, písních, divadelních hrách, operách, televizních pořadech a filmech. Více než 100 děl literatury faktu se zabývá výhradně vraždami Jacka Rozparovače, což z tohoto případu dělá jeden z nejpopulárnějších případů v žánru skutečných zločinů. Termín "ripperologie" zavedl Colin Wilson v 70. letech 20. století pro studium tohoto případu profesionály i amatéry. Jejich výzkumy publikují periodika Ripperana, Ripperologist a Ripper Notes.
V roce 2006 byl Jack Rozparovač v anketě časopisu BBC History zvolen nejhorším Britem v historii.
V roce 2015 bylo ve východním Londýně otevřeno Muzeum Jacka Rozparovače. Vyvolalo kritiku starosty města Tower Hamlets Johna Biggse i protestujících. K podobným protestům došlo i v roce 2021, kdy byl v Greenwichi otevřen druhý ze dvou obchodů s rybami a hranolky „Jack Hranolkovač", přičemž někteří návštěvníci hrozili bojkotem těchto provozoven.